# Stoenești (Vâlcea)
Stoeneşti è un comune della Romania di 3 828 abitanti, ubicato nel distretto di Vâlcea, nella regione storica dell'Oltenia. 
Il comune è formato dall'unione di 12 villaggi: Bîrlogu, Buduraști, Deleni, Dobriceni, Gruieri, Gruiu, Mogoșești, Neghinești, Piscu Mare, Popești, Stoenești, Suseni.